# Baldschinnjam Batboldyn
Baldschinnjam Batboldyn (mongolisch Батболдын Балжинням; * 8. November 1999 in Darvi) ist ein mongolischer Fußballspieler.

## Karriere

### Verein
Batboldyn wurde 2011 von Khoromkhon FC aus der Mongolian Premier League unter Vertrag genommen. Er blieb bei der Mannschaft bis 2017, als sie in die Mongolian First League abstieg. Anschließend unterschrieb er einen 3-Jahres-Vertrag beim FC Ulaanbaatar.

### Nationalmannschaft
Seit 2018 spielte Batboldyn in der Mongolische Fußballnationalmannschaft. Bekannt wurde er durch die AFC-Qualifikation 2014, wo Batboldyn am 22. März 2018 gegen Malaysia gespielt hatte. Später nahm er an der Fußball-Ostasienmeisterschaft 2019 teil. Er kam in allen drei Spielen der Mannschaft zum Einsatz, erzielte drei Tore und gewann den Goldenen Schuh als bester Torschütze.